# Svédország javasolt világörökségi helyszínei
Svédország területéről 2019. évi állapot szerint tizenöt helyszín került fel a világörökségi listára, és egy helyszín a javaslati listán várakozik a felvételre.
| Név                          | Kép | Leírás | Típus      | Év   |
| ---------------------------- | --- | --- | ---------- | ---- |
| Módszeres biológia születése |     | A módszeres biológia születése egy nyolc országban lévő tizenhárom helyszínt magába foglaló helyszínegyüttes, ami a svéd biológus Carl von Linné nemzetközi munkásságával kapcsolatos. A helyszínek közül hat Svédország területén található, ezek Rashult, ahol a tudós született és fiatal korában itt végezte első megfigyeléseit, az Uppsalai Egyetem botanikus kertje, ahol 1741-től dolgozott, miután kinevezték az egyetem professzorává, hét tanösvény Uppsala környékén, amelyből három ma is látogatható, a Hágadalen-Násten természetvédelmi terület, a Fábodmossen természetvédelmi terület, az Arike Fyris természetvédelmi terület, és egy Uppsalától 10 kilométerre délkeleti irányban található farm, amit Linné 1758-ban vásárolt meg. A farm főépületét halála után nem használták, így korabeli berendezése fennmaradt. A falakat borító tapéta kézzel rajzolt növényábrázolásokból áll, és Linné személyesen ragasztotta a falra, úgy ahogy ma is látható. | kulturális | 2009 |